# Old Hutton and Holmescales
Old Hutton and Holmescales est une paroisse civile de Cumbria, située dans le nord-ouest de l'Angleterre.